# Мережевий інтерфейс
У комп'ютинґу, мережевий інтерфейс — це системний (програмний та/або апаратний) інтерфейс між двома частинами устаткування або шарами протоколів у комп'ютерній мережі.
Мережевий інтерфейс зазвичай матиме деяку форму мережевої адреси, яка може складатися з ідентифікатора вузла та номера порту чи може бути унікальним ідентифікатором вузла.
Мережеві інтерфейси забезпечують стандартизовані функції, такі як передавання повідомлень, підключення та відключення тощо.

## Приклади
- Порт (апаратне забезпечення) — інтерфейс з іншими комп'ютерами та периферійними пристроями
- Мережева карта — пристрій, який комп'ютер використовує для підключення до комп'ютерної мережі
- Мережевого інтерфейсу пристрої — точка демаркації для телефонної мережі
- Мережевий сокет — програмний інтерфейс до мережі
- Порт (комп'ютерні мережі) — протокольний інтерфейс до мережі